# 清澜千户所
清澜千户所，明朝时设置的千户所。
洪武二十四年（1391年）設置，治所在今海南省文昌市东北。万历九年（1581年）移治今文昌市东南清澜。属南海卫。清朝雍正三年（1725年）裁撤。